# Felipe Sholl

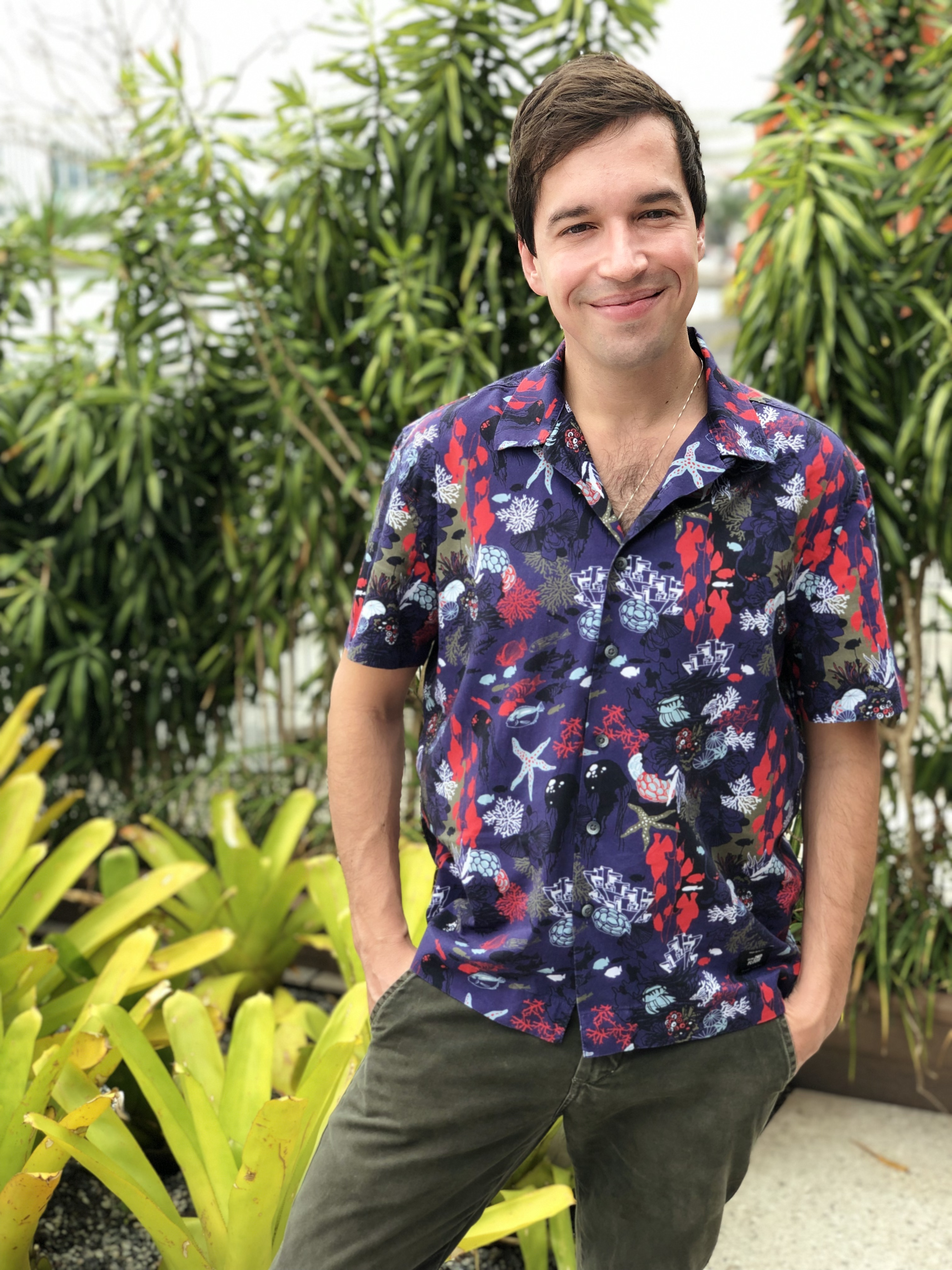
Felipe Sholl (foto de Guilherme Arruda). Obtida em: https://panorama.coisadecinema.com.br/panlab-de-roteiro/

Felipe Sholl Machado (Rio de Janeiro, 5 de abril de 1982) é um jornalista, roteirista e diretor de cinema brasileiro.

## Filmografia
| Ano  | Título                                    | Função               | Observações    |
| ---- | ----------------------------------------- | -------------------- | -------------- |
| 2020 | Casa de Antiguidades                      | Roteirista           | Longa metragem |
| 2019 | Vítimas Digitais                          | Roteirista           | Série          |
| 2019 | M-8 - Quando a morte socorre a vida       | Roteirista           | Longa metragem |
| 2019 | O Traidor                                 | Colaborador: Brasil  | Longa metragem |
| 2016 | Fala Comigo                               | Diretor e roteirista | Longa metragem |
| 2015 | Campo Grande                              | Roteirista           | Longa metragem |
| 2014 | Trinta                                    | Roteirista           | Longa metragem |
| 2011 | Hoje                                      | Roteirista           | Longa metragem |
| 2011 | Histórias que só existem quando lembradas | Roteirista           | Longa metragem |
| 2010 | Gisela                                    | Diretor e roteirista | Curta metragem |
| 2007 | Tá                                        | Diretor e roteirista | Curta metragem |

## Prêmios
- Melhor Filme por Fala Comigo no Festival do Rio (2016)[19]
- Melhor Roteiro Adaptado por M8 Quando a morte socorre a vida no Grande Prêmio do Cinema Brasileiro (2021)[10]
- Melhor Roteiro por Hoje no Festival de Brasília (2011)[20][21]
- Teddy Award de melhor curta LGBT por Tá no Festival de Berlim (2008)[17][22]